# Autoserica kamerunica
Autoserica kamerunica är en skalbaggsart som beskrevs av Moser 1916. Autoserica kamerunica ingår i släktet Autoserica och familjen Melolonthidae. Inga underarter finns listade.